# Бернер, Миа
Миа Бернер (швед. Mia Anne Marie Berner; 13 июня 1923 года — 9 декабря 2009 года) — норвежская писательница, философ, социолог, педагог, радио-журналист, публицист, прозаик, поэт.

## Биография
Миа Бернер родилась 13 июня 1923 года и выросла в норвежском городе Ставангер. Её отец, Иоахим, был промышленником и бизнесменом. Миа Бернер училась на философском отделении Университета Осло. В годы немецкой оккупации Норвегии принимала участие в Норвежском движении Сопротивления, в 1943 году бежала из страны в Швецию.
Была замужем за шведским журналистом Свеном Ёсте (Sven Öste), супруги поселились на острове Чёрн, недалеко от Гётеборга. В семье росла дочь. После развода, в 1975 году, Миа вышла замуж за финского поэта Пентти Саарикоски (Pentti Saarikoski).
В 2003 году Бернер перебралась в Осло, где еженедельно публиковала в прессе статьи, романы и эссе. Несколько лет она регулярно печаталась в разных журналах, в том числе в журнале «Vinduet» («Окно»). Её последней изданной при жизни книгой была автобиографическая «Fordi det er slik jeg ror» (2005). Сборник её стихов «Et leskur for vinden og erindrings» («Лобовое стекло для ветра») и роман «Tretten» («Тринадцать») были выпущены после её смерти, в 2010 году.
Бернер является автором многочисленных саг, эссе, романов, стихотворений, бесчисленных журналистских публикаций. Среди работ писательницы — мемуарная книга PS. Anteckningar från et sorgeår, изданная в 1985 году, романы Galjonsfigurer (1987), Makrillgarn (1988) и Österut (1990) и Fordi det er slik jeg ror 2005 года издания.
Миа Бернер скончалась 9 декабря 2009 года в Осло.